# Onda de calor na Europa em 2007
A onda de calor na Europa em 2007 afetou a maior parte do Sul da Europa e dos Bálcãs. O fenômeno começou a afetar a Itália e a Turquia em 17 de junho e se expandiu para a Grécia e o resto dos Bálcãs, Hungria e Ucrânia em 18 de junho. Os custos da onda de calor foram estimados em 2 bilhões de euros.

## Abril de 2007

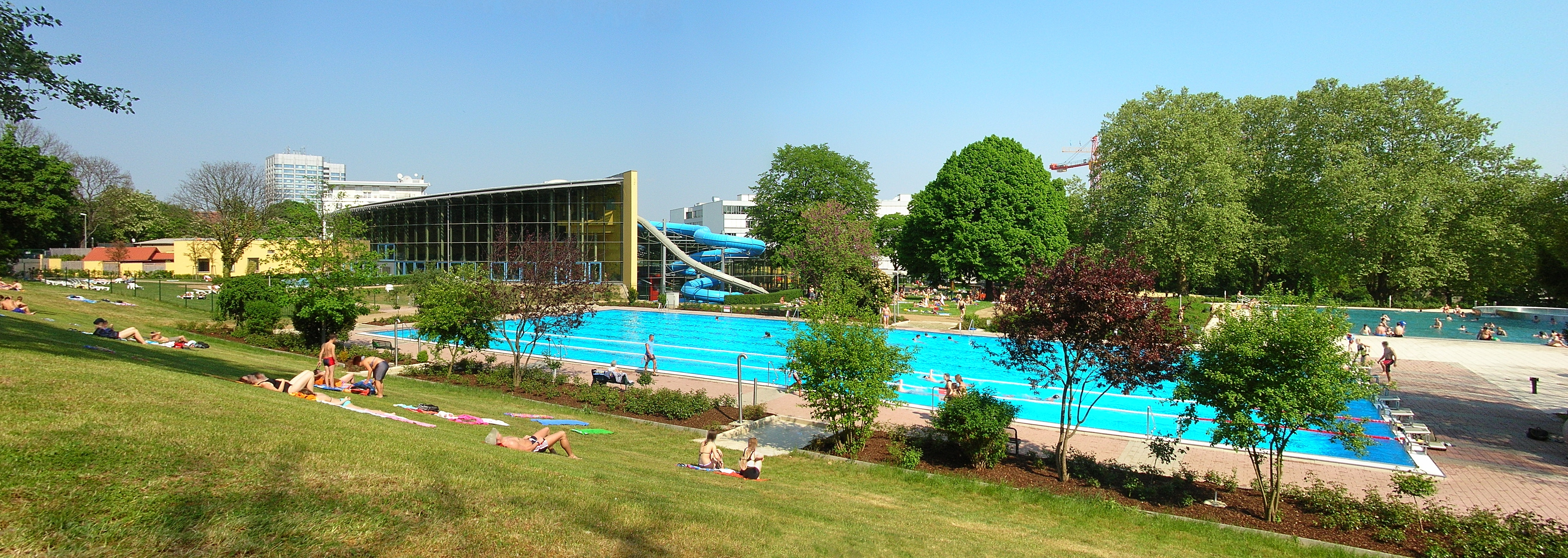
Piscina pública bem visitada no final de abril

Mainz, na Alemanha, registrou uma alta média de 22.4 °C para abril. O desvio mais forte é 6.2 °C da média de 1989-2018 de qualquer mês. Foi também o primeiro mês do calendário sem qualquer precipitação medida desde fevereiro de 1959. Uma alta de 29.4 °C foi alcançada em 14 de abril.

## Junho de 2007
Até 21 de junho, as temperaturas geralmente giravam em torno de 36-39 °C na maioria dos países mencionados; no entanto, a partir de 22 de junho, as temperaturas dispararam em toda a região. A partir deste ponto, Grécia, Itália, Albânia, Bulgária, Sérvia, Croácia, Bósnia e Herzegovina, Romênia e Turquia experimentaram temperaturas recordes em uma situação sem precedentes até mesmo para essas nações, normalmente acostumadas a condições de calor extremo.
Durante o fim de semana de 23 a 24 de junho e em 25 de junho, as temperaturas subiram para 43-44 °C. Em 26 de junho, no entanto, a Grécia parecia suportar o impacto da onda de calor com temperaturas em Atenas atingindo 46.2 °C. No mesmo dia, o consumo nacional de energia da Grécia estabeleceu um novo recorde. Partes da Grécia, incluindo bairros em Atenas, sofreram cortes de energia devido à alta demanda de eletricidade e danos causados pelo calor à rede. Explosões de torres de transmissão de superaquecimento foram implicadas em incêndios florestais devastando o país. O desconforto foi agravado pelas altas temperaturas noturnas, que ultrapassaram as médias em até 8 °C, e permaneceu em níveis muito elevados por mais da metade do verão de 2007.
Mais de 200 pessoas foram hospitalizadas para tratamento relacionado ao calor e 18 pessoas morreram de exaustão pelo calor. Em 28 de junho, os ventos do norte começaram a soprar do noroeste e as temperaturas finalmente começaram a cair, atingindo um clima mais frio, de 39 °C. No entanto, em um momento em que todos acreditavam que o pior havia passado, mais de 100 incêndios eclodiram em todo o país. Duas pessoas morreram na aldeia de Aghia, perto da cidade de Lárissa. Na noite daquele mesmo dia, um grande incêndio irrompeu em Monte Parnitha, perto de Atenas. Na madrugada de 29 de junho, uma parte significativa do popular Parque Nacional Parnitha havia se transformado em cinzas. As temperaturas caíram tanto quanto 6 °C e a pior onda de calor desde o início dos registros chegou ao fim, deixando a Grécia sofrendo com seus efeitos desastrosos.

## Julho de 2007
No final de julho, as temperaturas subiram novamente para mais de 40 °C no sul da Europa, com impacto na agricultura, fornecimento de eletricidade, silvicultura e saúde humana. De 21 a 25 de julho, as temperaturas atingiram ou ultrapassaram 45 °C. Mais de 500 mortes na Hungria foram atribuídas aos. Grandes incêndios florestais destruíram grandes áreas florestais em toda a região. Seis pessoas (incluindo dois pilotos da Canadair) perderam a vida enquanto tentavam extinguir as chamas na Grécia. A rede elétrica do país quase entrou em colapso devido à demanda excepcional por ar condicionado. Centenas de turistas ficaram retidos nas praias de Apúlia, no sudeste da Itália, e tiveram que ser resgatados por barcos.
Na Bulgária, seis pessoas morreram nos incêndios que começaram em 22 de julho. Estima-se que 1.530 incêndios eclodiram entre 20 e 24 de julho, três vezes a média anual. Durante o maior incêndio perto de Stara Zagora, 50 km² de pinhal queimou durante três dias, pois os bombeiros não conseguiram controlar o fogo por meios convencionais. Ventos fortes e o ar extremamente seco rapidamente provocaram novos incêndios. O governo solicitou ajuda da Rússia, e Be-200 anfíbios bombardeiros de água finalmente conseguiram conter o incêndio perto de Stara Zagora.[carece de fontes?]

## Agosto de 2007

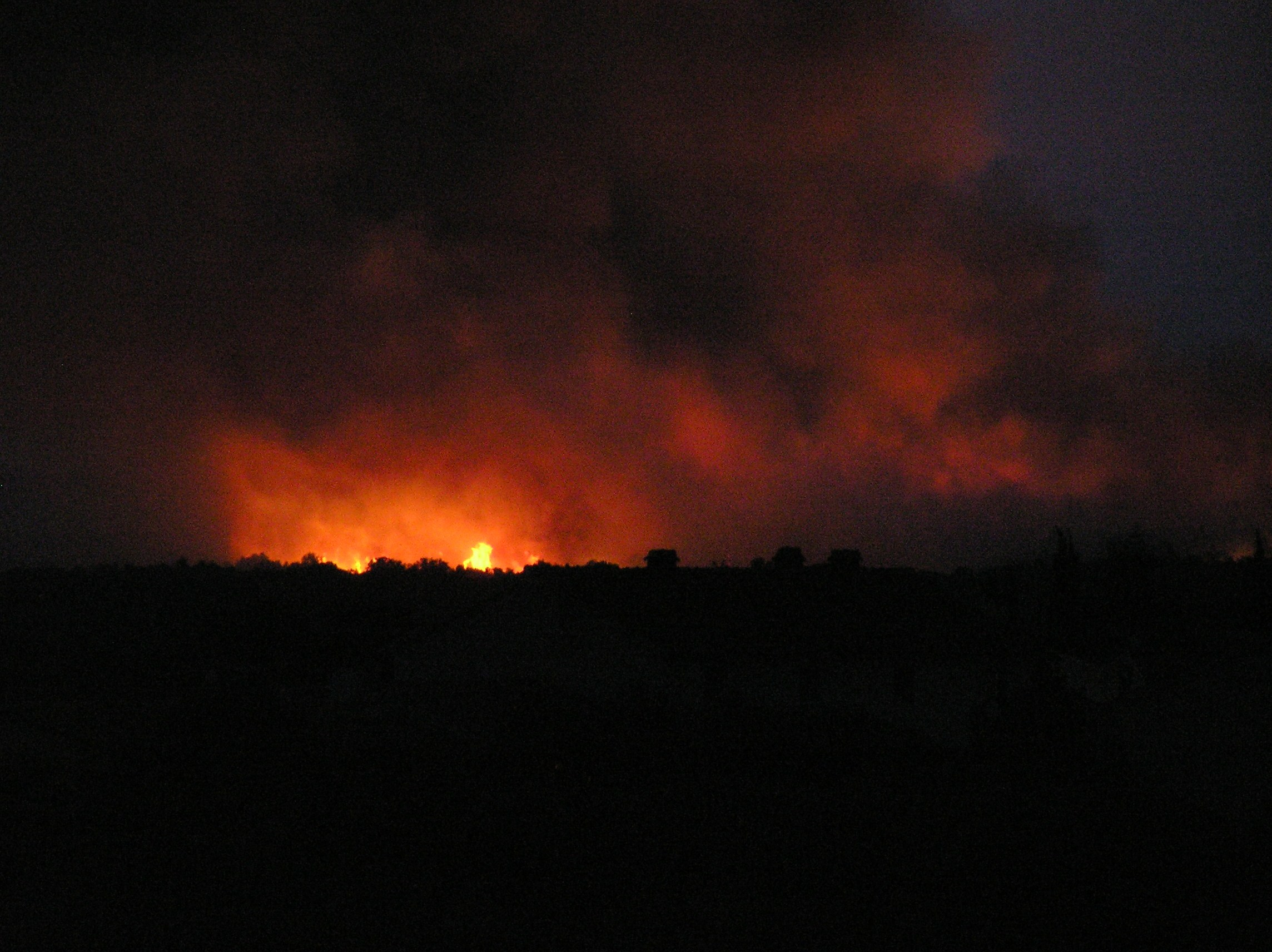
Um incêndio florestal na Croácia

No início de agosto, a costa da Dalmácia, na Croácia, foi atingida por fortes incêndios, especialmente nos arredores de Dubrovnik.